# Chiasmia ate
Chiasmia ate es una especie de polilla de la familia Geometridae, descrita por primera vez por Louis Beethoven Prout en 1926 con distribución en Sudán. El holotipo de la especie fue descrita en el sector Renk del extremo norte de Sudán del Sur.